# Reiten (Special Olympics)
Reiten ist eine Sportart, die von Menschen mit geistiger Beeinträchtigung ausgeübt wird und bei den Special Olympics vertreten ist.

## Allgemeines

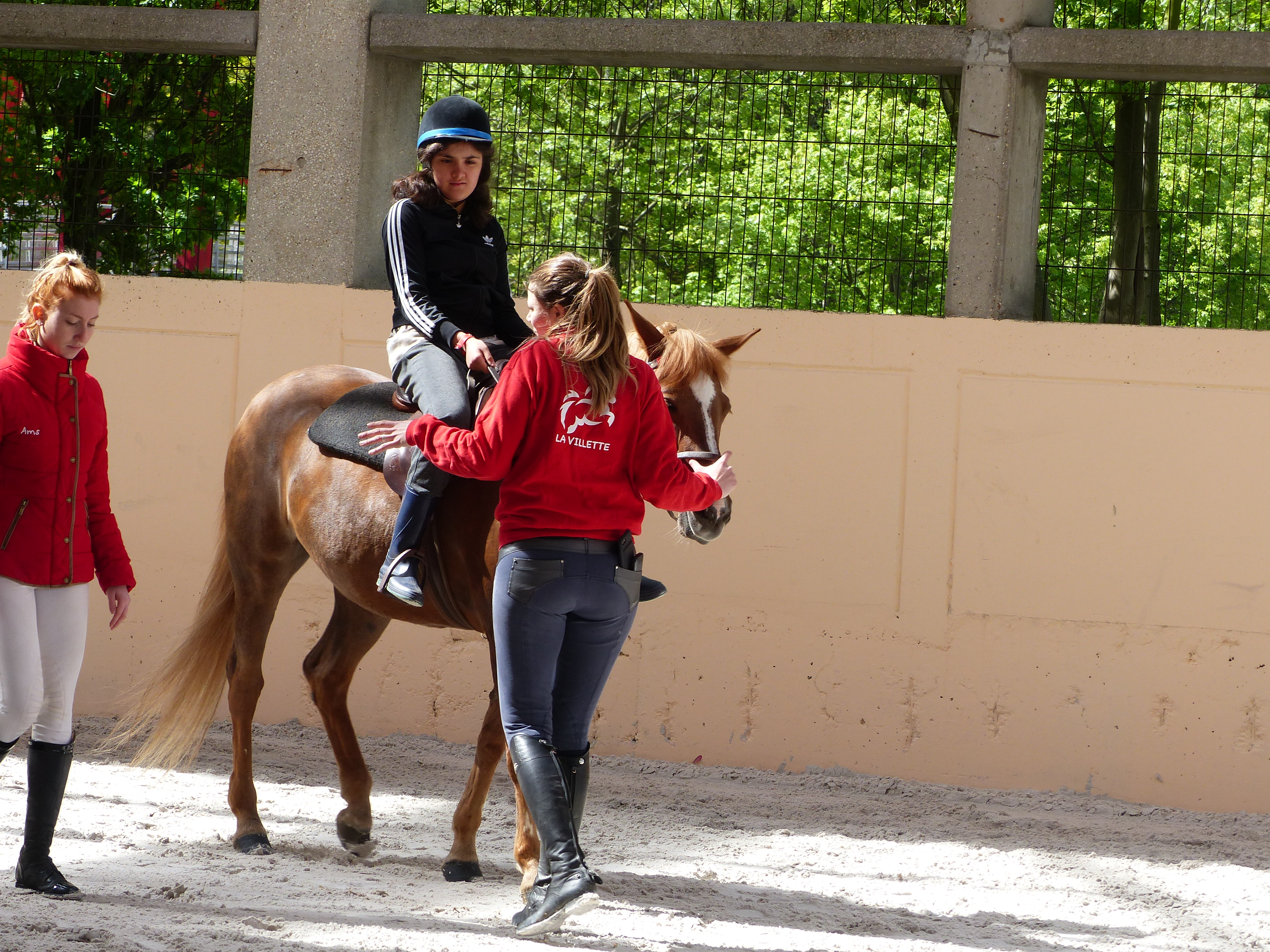
Reittherapie für Menschen mit Autismus im La Villette Pferde- und Reitzentrum

Reiten wird schon lange als Therapie für Menschen, die körperlich und geistig beeinträchtigt sind, eingesetzt, weil der enge Kontakt zu Pferden beruhigend und motivierend wirkt. Durch das Reiten werden Menschen mit Beeinträchtigung nicht nur körperlich, sondern auch emotional, geistig und sozial gefördert.
Seit 1987 ist der Reitsport auch Disziplin bei den Special Olympics World Summer Games. Damals nahmen 38 Athletinnen und Athleten an den Wettbewerben teil.
Bei Special Olympics wird der Reitsport in Reiten und Voltigieren unterteilt. Bis heute ist Reiten immer sowohl Teil der Weltspiele, als auch der nationalen Special Olympics Wettbewerbe, Voltigieren wird jedoch nur auf nationaler Ebene angeboten. 

## Reiten
Bei den Wettbewerben von Special Olympics Deutschland wird in der englischen Reitweise geritten. Dabei unterscheidet man 3 grundlegende Levels: A (Schritt, Trab, Galopp), B (Schritt, Trab) und C (Schritt). Innerhalb dieser Levels werden die Athletinnen und Athleten vor Wettbewerben in möglichst homogene Leistungsgruppen eingeteilt, die sich nicht nach Geschlecht oder Alter richten, sondern nur nach dem Können. Bei den Wettbewerben reiten die Teilnehmenden entweder selbstständig (Independent) oder mithilfe eines Pferdeführers oder Nebengängers (Supported), entscheidend für diese Einteilung ist der Grad ihrer Beeinträchtigung. Sollte eine Seh- oder Hörbeeinträchtigung bestehen, sind Hilfestellungen für die Athletinnen und Athleten vorgesehen. Für die Wettbewerbe bei Weltspielen werden Fremdpferde eingesetzt, die der Veranstalter zur Verfügung stellt.
Bei den Wettbewerben werden stets die Regeln des Internationalen Fachverbands für Pferdesport (FEI) und die der Deutschen Reiterlichen Vereinigung (FN) angewendet, insofern sie nicht dem Artikel 1 der offiziellen Special Olympics Sportregeln widersprechen. So liegen auch den Special Olympics Wettbewerben weltweit gültige allgemeine Standards zugrunde.
Zu den Regeln der Special Olympics gehört, dass die Teilnehmenden innerhalb der sechs Monate vor einem Wettbewerb mindestens 10 Trainingseinheiten absolviert haben müssen. Bei der Bewertung ihrer Leistung spielen folgende Faktoren eine Rolle: der Sitz und die Einwirkung des Reiters, sein Umgang mit dem Pferd, die Harmonie zwischen Pferd und Reiter sowie das korrekte Absolvieren des vorgeschriebenen Parcours. Der Schwerpunkt der Bewertung liegt dabei mehr auf der Reiterin bzw. dem Reiter, nicht so sehr auf dem Pferd. Innerhalb eines Levels werden bis einschließlich dem achten Platz Auszeichnungen vergeben, um jede Leistung zu würdigen. Die drei Erstplatzierten erhalten eine Gold-, Silber- bzw. Bronzemedaille. Vom vierten bis zum achten Platz wird ein Platzierungsband (place ribbon) vergeben.
Für alle Athletinnen und Athleten ist die Reitkleidung und ein Reithelm Pflicht. Sporen und Reitgerten dürfen nur nach Absprache benutzt werden. Während des Wettbewerbs ist Hilfe vom Trainer oder vom Publikum verboten, Zuwiderhandlung führt zur Disqualifikation.

### Wettbewerbskategorien
Bei Special Olympics Deutschland werden Wettbewerbe im Dressurreiten, Springreiten, Geschicklichkeit, Reiter-Wettbewerb (Vorführen verschiedener Kunststücke), Prix Caprilli (Kombination aus Dressur und vier Sprüngen) sowie Vormustern und Führzügelklasse für einzelne Reiter angeboten. Als Team-Wettbewerbe, bestehend aus zwei bis vier Reitern, gibt es außerdem auch Unified Kür, Unified Mannschaftswettbewerbe, Staffelwettbewerbe und Unified Staffelwettbewerbe. Die Unified Disziplinen finden mit nicht beeinträchtigten Partnern statt.

### Reiten bei den Special Olympics World Summer Games 2023
Bei den Special Olympics Sommerspielen 2023 in Berlin gab es die Disziplinen Dressurreiten, Springreiten, Reiter-Wettbewerb und Geschicklichkeit. Die Reitwettbewerbe wurden im Reit-Club des Olympiaparks ausgetragen an ihnen nahmen 141 Athletinnen und Athleten teil. Die deutsche Equipe bestand aus zwölf Personen. Trainerin Beate Bengelmann von der Anlage der Reitsportgemeinschaft Ugenhof in Herbrechtingen-Bolheim war für das deutsche Reit-Team verantwortlich. Nach 36 Starts brachten die Athletinnen und Athleten am Ende 21 Medaillen – neun goldene, zwei silberne und zehn bronzene – nach Hause.

## Voltigieren
Voltigieren besteht aus turnerischen und akrobatischen Übungen auf einem Pferd, das sich an einer Longe in einem Kreis bewegt. Im wettbewerbsfreien Angebot von Special Olympics Deutschland können diese auch auf einem stehenden oder galoppierenden Holzpferd vorgeführt werden. Für das Voltigieren ist enganliegende, dafür geeignete Kleidung und eine Ausrüstung nach den Regeln des Deutschen Reitsport-Verbandes (FN) Voraussetzung. Es werden vier Levels unterschieden: A (Galopp), B (Freie Gangart), C (Schritt) und D (Galopp bei der Pflicht und Schritt bei der Kür). 
Vor jedem Wettbewerb werden die Teilnehmenden nach ihren Fähigkeiten in Leistungsgruppen eingeteilt, die unabhängig von ihrem Alter oder Geschlecht sind. Voraussetzung für die Teilnahme ist ein Mindestalter von 8 Jahren und ein mindestens sechsmonatiges, wöchentliches Training vor dem Wettbewerb. Ein Wettbewerb besteht aus der Pflicht und der Kür. Während bei der Kür die Übungen frei gewählt werden können, besteht die Pflicht aus fünf Übungen, die aus fünf verschiedenen Strukturgruppen ausgewählt werden. Die Strukturübungen sind: 1 Sitze, 2 Bank-Fahne, 3 Stehen-Knien, 4 Stütz-Schwung, 5 Abgang. In die Bewertung fließen die Haltung der Athletin bzw. des Athleten, der Bewegungsrhythmus, und die Bewegungsharmonie zwischen dem Pferd und dem Reiter ein.
Voltigieren ist nur auf nationaler Ebene ein Teil von Special Olympics Wettbewerben, bei den internationalen Special Olympics World Summer Games ist es keine Disziplin.

### Wettbewerbskategorien
Für das Voltigieren bietet Special Olympics Deutschland vier Wettbewerbskategorien an: Voltigieren Einzel, Voltigieren Team, Voltigieren Unified Team und Voltigieren Unified Doppel.

## Erfolgreiche Athletinnen und Athleten (Auswahl)
- Luisa Fußy, Special Olympics Deutschland
- Lisa Preiß, Special Olympics Deutschland
- Mia Wünsch, Special Olympics Deutschland